# Pallar de Ica
El pallar de Ica es una denominación de origen para el pallar que caracteriza por tener un sabor dulce, cáscara delgada y fácil y rápida cocción. Tiene un sabor dulce debido al bajo nivel de ácido cianhídrico.
Es la cuarta denominación de origen protegida del Perú, otorgada en 2007. Se cultiva y produce en el departamento de Ica. A nivel internacional, el gobierno peruano registró la denominación de origen Pallar de Ica ante la Organización Mundial de la Propiedad Intelectual, conforme al Sistema de Lisboa, en mayo de 2008.
La morusa de pallares es un plato típico de esta región, que se elabora a base de pallar seco, y se acompaña de arroz blanco y alguna carne o pescado.